# Lasioglossum shestakovi
Lasioglossum shestakovi är en biart som beskrevs av Pesenko 1986. Lasioglossum shestakovi ingår i släktet smalbin, och familjen vägbin. Inga underarter finns listade i Catalogue of Life.